# 孙锡良
孙锡良（1971年—），中国时事评论员、中南大学物理实验教学中心实验师。

## 生平
孙锡良早年获得硕士学位，后在中南大学物理实验教学中心任实验师，主要从事物理实验教学和仪器管理工作，负责演示实验室的建设和管理。
孙锡良在互联网上发表的大量时事评论及文章，受到网民关注。2010年12月，经30多万网民自发投票，孙锡良同郎咸平、于建嵘、戴旭、张宏良、郭一平、曹建海等当选「2010中国互联网九大风云人物」之一。